# Мендзыбуж
Мендзыбуж (пол. Międzybórz, нем. Neumittelwalde) — город в Польше, входит в Нижнесилезское воеводство, Олесницкий повят. Имеет статус городско-сельской гмины. Занимает площадь 6,46 км². Население — 2343 человек (на 2004 год).